# Rhynchium versicolor
Rhynchium versicolor är en stekelart som först beskrevs av Kirby 1900.  Rhynchium versicolor ingår i släktet Rhynchium och familjen Eumenidae. Utöver nominatformen finns också underarten R. v. picturatus.